# Concesa
Concesa (Concesa in dialetto locale, AFI: [kũˈtʃeːza]) è l'unica frazione del comune italiano di Trezzo sull'Adda posta a sud del capoluogo verso Vaprio d'Adda. In questa località nasce il naviglio Martesana, presso il Santuario della Divina Maternità.
Costituì un comune autonomo fino al 1869.

## Storia
Registrato agli atti del 1751 come un villaggio milanese di 148 abitanti saliti a 208 nel 1771, alla proclamazione del Regno d'Italia nel 1805 risultava avere 240 residenti. Nel 1809 un regio decreto di Napoleone determinò la soppressione dell'autonomia municipale per annessione a Trezzo, ma gli austriaci annullarono poi il provvedimento al loro ritorno. Il Comune di Concesa crebbe poi lentamente, tanto che nel 1853 risultò essere popolato da 328 anime, scese a 324 nel 1861. Fu infine un regio decreto di Vittorio Emanuele II del 1869 a decidere la definitiva soppressione del municipio, riproponendo l'antico modello napoleonico annettendolo a Trezzo.

## Monumenti e luoghi d’interesse

### Architetture religiose
L’omonima Chiesa dell’Assunta è sede di una parrocchia pluri-centenaria.